# Isabel Iturria
Pour les articles homonymes, voir Iturria.
Isabel Iturria, de son nom complet Isabel Iturria Caamaño, est une cardiologue et femme politique vénézuélienne, née à Caracas le 15 juin 1966. Elle a été ministre  de la Santé en 2013.

## Biographie

### Formation
Isabel Iturria est diplômée de l'université centrale du Venezuela en chirurgie en 1991 avec la mention magna cum laude. Elle est diplômée spécialiste en médecine interne en 1995, puis en cardiologie en 1998. Elle entre ensuite en formation à Caracas puis  à l'université autonome de Barcelone en Espagne et devient professeure en physiopathologie à l'université centrale du Venezuela. 

### Carrière professionnelle et politique
Elle monte à la tête de la direction des hôpitaux du ministère de la Santé entre 2004 et 2006 et présidente de la Fundación Hospital Cardiológico Infantil Latinoamericano Dr Gilberto Rodríguez Ochoa à sa création en 2006. Elle co-écrit l'ouvrage pédagogique Cardiología y Radiología Intervencionista: Manual Práctico. Elle a publié de nombreux travaux de recherche, notamment dans des revues internationales et nationales. 
Le 21 avril 2013, elle est nommée ministre de la Santé, poste qu'elle ne conserve que jusqu'au mois de décembre de la même année, lorsqu'elle est remplacée par Francisco Armada.